# Europium(II)-sulfat
Europium(II)-sulfat ist eine chemische Verbindung des Europiums aus der Gruppe der Sulfate.

## Gewinnung und Darstellung
Europium(II)-sulfat kann durch Reduktion von in Salzsäure gelösten Europium(III)-chlorid mit Zink und Schwefelsäure gewonnen werden.
{\displaystyle \mathrm {2\ EuCl_{3}+Zn+2\ H_{2}SO_{4}\longrightarrow 2\ EuSO_{4}\downarrow +\ ZnCl_{2}+4\ HCl} }

## Eigenschaften
Europium(II)-sulfat ist ein weißer, kaum luftempfindlicher Feststoff, der ähnlich wie Strontiumsulfat sehr gering löslich in Wasser ist. Oxidation tritt beim Aufbewahren an Luft erst nach Monaten auf. Seine Kristallstruktur ist isotyp zu der von Strontiumsulfat und Bariumsulfat und ist orthorhombisch mit der Raumgruppe Pnma (Raumgruppen-Nr. 62). Die Verbindung kommt in zwei Modifikationen vor.